# Rik Van Looy
Rik Van Looy   (Grobbendonk, 20 de desembre de 1933 - Herentals, 17 de desembre de 2024) va ser un ciclista belga que fou professional entre 1953 i 1970. Era anomenat «L'Emperador de Herentals» o el «Rei de les clàssiques».

## Biografia
Durant la seva carrera esportiva aconseguí 493 victòries, de les quals 371 com a professional. Fou el primer ciclista a guanyar els cinc monuments del ciclisme, fita més tard repetida per Eddy Merckx i Roger de Vlaeminck. Va guanyar dues vegades el Campionat del Món de ciclisme, a més de dos segons llocs.
Va guanyar etapes a les tres Grans Voltes. Els millor resultats els obtingué a la Volta a Espanya, assolint 17 triomfs d'etapa i la tercera posició final a les edicions de 1959 i 1965. Al Giro d'Itàlia aconseguí 11 victòries d'etapa i la quarta posició el 1959 i la setena el 1961. Al Tour de França aconseguí 7 triomfs parcials i la desena posició i 1r de la classificació per punts el 1963. En retirar-se de la vida professional fundà una escola per a joves ciclistes.

## Palmarès
- 1952
  - Vencedor de 2 etapes a la Volta a Limburg amateur
- 1953
  - 1r a la Omloop Het Volk amateur
  - 1r a la Ronda van Midden-Nederland
  - 1r del Premi d'Heist-op-den-Berg
  - Vencedor de 2 etapes a la Volta a Bèlgica amateur
  - Vencedor de 3 etapes a la Volta a Limburg amateur
- 1956
  - 1r a la Gant-Wevelgem
  - 1r a la París-Brussel·les
  - 1r de la Volta als Països Baixos i vencedor de 2 etapes
  - 1r al Grote Scheldeprijs
  - 1r a De Drie Zustersteden
  - 2n al Campionat del Món de ciclisme
- 1957
  - 1r a la Gant-Wevelgem
  - 1r de la Volta als Països Baixos i vencedor de 3 etapes
  - 1r al Grote Scheldeprijs
  - 1r a la Coppa Bernocchi
  - 1r a la Copa Sels
- 1958
  -  Campió de Bèlgica en ruta
  - 1r a la Milà-Sanremo
  - 1r a la París-Brussel·les
  - 1r a la Coppa Bernocchi
  - 1r a la Milà-Màntua
  - 1r al Gran Premi de la vila de Vigo
  - Vencedor de 5 etapes a la Volta a Espanya
- 1959
  - 1r al Tour de Flandes
  - 1r a la Volta a Llombardia
  - 1r a la París-Tours
  - 1r al Campionat de Flandes
  - 1r a la Volta a Llevant i vencedor de 3 etapes
  - 1r al Giro de Sardenya
  - Vencedor de 4 etapes al Giro d'Itàlia
  - Vencedor de 3 etapes a la Volta a Espanya i 1r de la classificació per punts
- 1960
  -  Campió del Món de ciclisme
  - Vencedor de 3 etapes al Giro d'Itàlia i  1r del Gran Premi de la Muntanya
  - Vencedor de 3 etapes a la París-Niça
- 1961
  -  Campió del Món de ciclisme
  - 1r a la París-Roubaix
  - 1r a la Lieja-Bastogne-Lieja
  - 1r de la Volta a Bèlgica i vencedor d'una etapa
  - Vencedor de 2 etapes a la París-Niça
  - Vencedor de 3 etapes al Giro d'Itàlia
- 1962
  - 1r a la Gant-Wevelgem
  - 1r al Tour de Flandes
  - 1r a la París-Roubaix
  - 1r al Giro de Sardenya
  - Vencedor de 2 etapes a la París-Niça
  - Vencedor d'una etapa al Giro d'Itàlia
- 1963
  -  Campió de Bèlgica en ruta
  - 1r al Circuit de l'Aulne
  - Vencedor de 4 etapes a la París-Niça
  - Vencedor de 4 etapes al Tour de França i  1r de la classificació per punts
  - Vencedor de 2 etapes a la Dauphiné Libéré
  - 2n al Campionat del Món de ciclisme
- 1964
  - 1r a la París-Luxemburg
  - 1r al Gran Premi E3
  - 1r al Circuit de l'Aulne
  - Vencedor d'una etapa a la Volta a Espanya
  - Vencedor d'una etapa a la Dauphiné Libéré
- 1965
  - 1r a la París-Roubaix
  - 1r al Giro de Sardenya
  - 1r al Gran Premi E3
  - 1r a l'Elfstedenronde
  - Vencedor de 8 etapes a la Volta a Espanya i 1r de la classificació per punts
  - Vencedor de 2 etapes al Tour de França
- 1966
  - 1r al Gran Premi E3
  - Vencedor d'una etapa a la París-Niça
- 1967
  - 1r a la París-Tours
  - Vencedor d'una etapa a la París-Niça
- 1968
  - 1r a la Fletxa Valona
- 1969
  - 1r al Gran Premi E3
  - 1r del Premi d'Heist-op-den-Berg
  - Vencedor d'una etapa al Tour de França

### Resultats a la Volta a Espanya
- 1958. Abandona (12a etapa). Vencedor de 5 etapes
- 1959. 3r de la classificació general. Vencedor de 4 etapes. 1r de la classificació per punts
- 1964. Abandona (6a etapa). Vencedor d'una etapa
- 1965. 3r de la classificació general. Vencedor de 8 etapes. 1r de la classificació per punts

### Resultats al Giro d'Itàlia
- 1955. Abandona (8a etapa)
- 1959. 4t de la classificació general. Vencedor de 4 etapes
- 1960. 11è de la classificació general. Vencedor de 3 etapes.  1r del Gran Premi de la Muntanya
- 1961. 7è de la classificació general. Vencedor de 3 etapes
- 1962. Abandona (14a etapa). Vencedor d'una etapa
- 1963. Abandona (2a etapa)
- 1967. Abandona (6a etapa)

### Resultats al Tour de França
- 1962. Abandona (11a etapa)
- 1963. 10è de la classificació general. Vencedor de 4 etapes.  1r de la classificació per punts
- 1964. Abandona (3a etapa)
- 1965. 31è de la classificació general. Vencedor de 2 etapes
- 1966. Abandona (16a etapa)
- 1967. Abandona (7a etapa)
- 1969. Abandona (6a etapa). Vencedor d'una etapa

## Palmarès en curses de sis dies
- 1957
  - 1r als Sis dies de Brussel·les (amb Willy Vannitsen)
- 1958
  - 1r als Sis dies de Gant (amb Reginald Arnold)
- 1960
  - 1r als Sis dies de Berlín (amb Peter Post)
  - 1r als Sis dies de Gant (amb Peter Post)
- 1961
  - 1r als Sis dies de Colònia (amb Peter Post)
  - 1r als Sis dies de Brussel·les (amb Peter Post)
  - 1r als Sis dies de Gant (amb Peter Post)
  - 1r als Sis dies d'Anvers (amb Willy Vannitsen)
- 1962
  - 1r als Sis dies de Dortmund (amb Peter Post)
  - 1r als Sis dies de Berlín (amb Peter Post)
  - 1r als Sis dies d'Anvers (amb Peter Post i Oscar Plattner)
- 1969
  - 1r als Sis dies d'Anvers (amb Peter Post i Patrick Sercu)